# Podfilipie
Podfilipie (ukr. Підпилип'я) – wieś na Ukrainie w rejonie czortkowskim należącym do obwodu tarnopolskiego, nad Zbruczem, na przeciw wsi Pidpyłypja (Podfilipie).
W II Rzeczypospolitej wieś w powiecie borszczowskim województwa tarnopolskiego.
W latach 1944–1945 nacjonaliści ukraińscy z OUN-UPA zamordowali tutaj 16 Polaków.
Do 2020 w rejonie borszczowskim.

## Zobacz
- Podfilipie